# おだわら市民交流センターUMECO
おだわら市民交流センターUMECO（おだわらしみんこうりゅうセンターうめこ）は、神奈川県小田原市の小田原駅東口の南方、小田原城址公園へと向かう「お城通り」沿いにある公共施設（コンベンションセンター）。
道路を挟んだ北隣りには、半公共的な商業施設「ミナカ小田原」がある。

## 名称
「UMECO」（うめこ）は、公募によって付けられた「おだわら市民交流センター」の愛称であり、市民に愛されたアジアゾウの「ウメ子」に因むと共に、「あなた（you/u）と私（me）が、あなたらしく私らしく、夢を描くこと、そして皆が、communication、collaboration、coordinationにより、つながる場を実現すること」という開設理念を反映したものでもある。

## 構成
5階建ての立体駐車場「小田原駅東口駐車場」の1階部分の東側（お城通り側）に開設されており、
- 会議室（9部屋）
- 市民活動プラザ
  - 活動エリア - パーティションで12ブロックに分けられている。
  - 交流エリア - オープンスペース。

などから成る。

## 沿革
- 2015年（平成27年）11月28日 - 開設。